# Parmoptila jamesoni
Il beccaformiche di Jameson (Parmoptila jamesoni (Shelley, 1890)) è un uccello passeriforme della famiglia degli Estrildidi.

## Descrizione

### Dimensioni
Misura fino a 12 cm di lunghezza.

### Aspetto

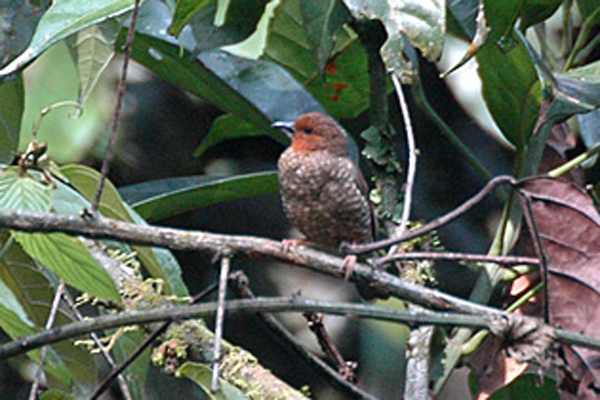
Una femmina nei pressi di Bwindi, in Uganda.

Si tratta di uccelli robusti e slanciati, muniti di un becco sottile e ricurvo in punta.

Nel maschio la fronte è rossa, mentre guance, gola, petto, ventre, sottocoda e fianchi sono di colore bruno-arancio: la testa, il dorso, le ali, il codione e la coda sono di colore bruno-olivastro, più scuro su quest'ultima e sulle remiganti, mentre dai lati del becco all'occhio è presente una sottile banda di colore bruno scuro che separa la colorazione rossa frontale dal bruno-arancio ventrale. Nella femmina manca il rosso frontale, ma l'intera faccia è bruo-arancio, mentre le parti inferiori sono di colore bruno-grigiastro con gli orli delle singole penne più scuri, a formare un caratteristico effetto a scaglie: in entrambi i sessi il becco è nerastro, le zampe sono di colore carnicino e gli occhi sono bruno-rossicci.

## Biologia
Si tratta di uccelli diurni, che vivono da soli o in coppie e passano la maggior parte della giornata all ricerca di cibo fra i rami degli alberi.

### Alimentazione
Il beccaformiche di Jameson è un uccello essenzialmente insettivoro, che si nutre perlopiù di piccoli insetti (soprattutto formiche) e di altri invertebrati di piccole dimensioni reperiti fra i rami: questi animali integrano inoltre la propria dieta con frutta, bacche e piccoli semi.

### Riproduzione
La riproduzione di questi uccelli è ancora poco conosciuta, tuttavia si ritiene che essa non differisca significativamente per modalità e tempistica rispetto a quella delle altre specie congeneri.

## Distribuzione e habitat
Questa specie è endemica della regione africana dei Grandi Laghi, dall'Uganda meridionale alla Tanzania occidentale e al Congo centro-orientale.
L'habitat di questi uccelli è rappresentato dalle aree pianeggianti ricoperte di foresta pluviale primaria o secondaria.

## Tassonomia
Per lungo tempo considerato come una sottospecie dell'affine beccaformiche fronte rossa, col nome di Parmoptila rubriftons jamesoni, attualmente la maggior parte degli autori ne ritiene corretta l'elevazione al rango di specie a sé stante.
Il nome scientifico della specie, dal quale deriva anche il nome comune, è stato scelto in omaggio dello zoologo inglese Henry Lyster Jameson.